# Карол Вали (Пенсилванија)
Карол Вали (енгл. Carroll Valley) град је у америчкој савезној држави Пенсилванија.

## Демографија
По попису из 2010. године број становника је 3.876, што је 585 (17,8%) становника више него 2000. године.
| Група             | 2000.         | 2010.         |
| Белци             | 3.165 (96,2%) | 3.725 (96,1%) |
| Афроамериканци    | 20 (0,6%)     | 25 (0,6%)     |
| Азијати           | 13 (0,4%)     | 18 (0,5%)     |
| Хиспаноамериканци | 26 (0,8%)     | 54 (1,4%)     |
| Укупно            | 3.291         | 3.876         |